# Новгородова, Маргарита Ивановна
Маргари́та Ива́новна Новгородова (род. 15 марта 1938, Москва) — доктор геолого-минералогических наук, профессор. С 1995 по 2010 год — директор Минералогического музея имени А. Е. Ферсмана, на 2024 год единственная женщина во главе этого учреждения.
В честь неё назван открытый при исследовании материалов музейного фонда минерал новгородоваит — водный оксалат-хлорид кальция.
Является правообладательницей наследия Николая и Льва Гумилёвых.

## Научная биография
Закончила геофак МГУ по кафедре минералогии в 1960 году. Затем работала в различных геологических партиях МГУ, Московского геологоразведочного института,
Министерства геологии, в 1966 году поступила в аспирантуру академического Института геологии рудных месторождений, петрографии, минералогии и геохимии (ИГЕМ). Следующие 30 лет работала в этом институте.
Научный руководитель — Петровская, Нина Васильевна. Кандидатская диссертация, посвященная типоморфизму халькопирита, защищена в 1970 году. В 1982 году получила звание старшего научного сотрудника по специальности «минералогия», в 1985 году защитила докторскую диссертацию на тему «Самородные металлы и интерметаллические соединения: минералогия, кристаллохимия и генезис». С 1989 года возглавила в ИГЕМ лабораторию минералогии и в 1992 году получила звание профессора.
В 1980-е впервые обнаружила в СССР купростибит.
В конце 1995 года пришла в Минералогический музей им. А. Е. Ферсмана РАН на должность исполняющего обязанности директора. В 1996 году избрана на этот пост голосованием. Сумела заново открыть музей, в 1990-е годы закрытый для посетителей, нашла финансирование, отремонтировала помещения, устроила экспозицию, сохранила научную деятельность. В мае 1997 году музей открылся. В 2001 году открыла в нём Мемориальный кабинет (уголок) академика А. Е. Ферсмана. Возобновила выставочную деятельность, начала пополнять фонды, расширила издательскую деятельность, после 12-летнего перерыва возобновила издание музейного журнала. В 2005 году смогла отстоять музей от слияния с ИГЕМ РАН, и т. д..
В 1996—2000 гг. была вице-президентом Европейского союза минералогов, в 2000—2003 гг. входила в состав Президиума Российского комитета Международного совета по музеям (ИКОМ России) при ЮНЕСКО. Является почетным профессором Евразийского национального университета имени Льва Николаевича Гумилёва и Казахского национального университета, входила в состав Президиума Всероссийского минералогического общества (сейчас РМО — Российское минералогическое общество), будучи его почетным членом, и редколлегию его журнала («Записки РМО»).
Медаль ордена «За заслуги перед Отечеством» II степени (2007). Медаль им. А. Е. Ферсмана «За заслуги в геологии» (2012) — первый её обладатель.

## Гумилёвы
Племянница вдовы Льва Гумилёва художницы Натальи Викторовны Гумилёвой (ур. Симоновской; 1920—2004), дочь её сестры Татьяны Новгородовой (1909—1987).
После её смерти стала правообладательницей наследия Льва Гумилёва, его отца Николая Гумилёва, а также, по некоторым источникам — Анны Ахматовой (интересы всех троих представляет агентство ФТМ).

Лев Гумилёв в интервью о Маргарите Новгородовой:
— Что такое якутский характер?

— Характер зависит от фазы этногенеза. Он меняется. Молодые народы очень энергичные, старые — инертные. Новая кровь омолаживает старые этносы. Племянница моей жены Маргарита Ивановна Новгородова наполовину якутка. Она — доктор геологических наук, ведущий специалист (доктор геолого-минералогических наук, профессор, ныне директор минералогического музея имени А. Е. Ферсмана РАН Ц прим.ред.), живёт в Москве. Она очень активный, энергичный, пассионарный человек.
Дети: Дарья Дмитриевна Новгородова — минералог; Екатерина Дмитриевна Новгородова — переводчица.

## Избранные публикации
Всего М. И. Новгородовой опубликовано около 250 научных работ, включая шесть монографий.
Монографии:
- Буслаева Е. Ю., Новгородова М. И. Элементоорганические соединения в эндогенных рудах. М.: Недра, 1992. 234 с.
- Лампроиты. Богатиков О. А., Рябчиков И. Д., Кононова В. А., Махоткин И. Л., Новгородова М. И. и др. М.: Наука, 1991. 302 с.
- Новгородова М. И. Самородные металлы в гидротермальных рудах. М.: Наука, 1983. 287 с.
- Новгородова М. И. Самородные металлы. М.: Знание, 1987. 46 с.
- Новгородова М. И. Кристаллохимия природных полиморфов углерода: от графита до графена. Ростов-на-Дону: ЮФУ, 2009. 120 с.
- Новгородова М. И., Буслаева Е. Ю. Элементоорганические соединения в проблеме миграции рудного вещества. М.: Наука, 1989. 150 с.

Статьи:
- Алешин В. Г., Богатиков О. А., Кононова В. А., Новгородова М. И., Смехнов А. А., Новиков Н. В., Немошкаленко В. В. О реликтах восстановительных флюидов, заключенных в самородных металлах // Докл. АН СССР. 1986. Т. 291. № 4. С. 957—960.
- Богатиков О. А., Еремеев Н. В., Махоткин И. Л., Кононова В. А., Новгородова М. И., Лапутина И. П. Лампроиты Алдана и Средней Азии // Докл. АН СССР. 1986. Т. 290. № 4. С. 936—940.
- Бородаевская М. Б., Кривцов А. И., Курбанов Н. К., Новгородова М. И. О металлогенической специализации колчеданоносных вулканогенных формаций // Докл. АН СССР. 1969. Т. 187. № 2. С. 421—423.
- Бородаевская М. Б., Ракчеев А. Д., Вахрушев М. И., Милецкий Б. Е., Новгородова М. И. О полигенном характере медноколчеданных месторождений в Северных Мугоджарах // Докл. АН СССР. 1970. Т. 194. № 2. С. 399—402.
- Буслаева Е. Ю., Новгородова М. И. Органические соединения и их металлоносность в углеродсодержащих породах рудных узлов Южного Приморья // Литология и полезные
- ископаемые. 1994. № 6. С. 114—122.
- Буслаева Е. Ю., Новгородова М. И. Сероорганические соединения в углеродистых черных сланцах // Геохимия. 1994. № 4. С. 609—615.
- Бушев А. Г., Кузьмин В. И., Пеньков В. Ф., Новгородова М. И., Буслаева Е..Ю., Лобзин Е. В. Органические соединения в минералах Памира // Геохимия. 1997. № 3. С. 348—352. Гуфан А. Ю., Гуфан Ю. М., Новгородова М. И., Румянцева В. В., Садков А. Н. Теория Ландау плавления бинарной смеси // Изв. Российской академии наук. Серия физическая. 2005. Т. 69. № 4. С. 603—608.
- Гуфан А. Ю., Новгородова М. И., Гуфан Ю. М. Характеристики ионов с промежуточной валентностью и теория структуры фаз высокого давления // Изв. Российской академии наук. Серия физическая. 2009. Т. 73. № 8. С. 1147—1158.
- Гуфан Ю. М., Новгородова М. И., Климова Е. Н., Стрюков М. Б., Садков А. Н. Роль нелинейных взаимодействий в стабилизации упорядоченных фаз // Изв. Российской академии наук. Серия физическая. 2001. Т. 65. № 6. С. 795—799.
- Дмитриева М. Т., Расцветаева Р. К., Болотина Н. Б., Новгородова М. И. Кристаллохимия природного Ba-(Ti, V, Cr, Fe, Mg, Al)-голландита // Докл. АН СССР. 1992. Т. 325. № 5. С. 1021—1025.
- Домбровская М. В., Новгородова М. И., Борисовский С. Е. Самородный алюминий в гиббсит-алунитгаллуазитовых породах Западного Прибайкалья // Изв. АН СССР. Сер. геологическая. 1984. № 10. С. 75-84.
- Казанский В. И., Новгородова М. И., Смирнов Ю. П., Воронихин В. А. Необычные минеральные ассоциации на нижних горизонтах Кольской сверхглубокой скважины // Геология рудных месторождений. 1989. Т. 31. № 6. С. 75-82.
- Лукин А. Е., Новгородова М. И. О находке силицида железа внеземного происхождения // Докл. АН СССР. 1994. Т. 334. № 1. С. 73-76.
- Новгородова М. И. К морфологии кристаллов халькопирита из месторождений различных генетических типов // Записки ВМО. 1968. Ч. 97. Вып. 5. С. 582—593.
- Новгородова М. И. Платина, палладий и золото в медноколчеданных рудах Южного Урала // Докл. АН СССР. 1976. Т. 226. № 4. С. 942—944.
- Новгородова М. И. Случай эпитаксического нарастания кристаллов пирита на халькопирит // Записки ВМО. 1977. Ч. 106. Вып. 1. С. 99-102.
- Новгородова М. И. Находка самородного алюминия в кварцевых жилах // Докл. АН СССР. 1979. Т. 248. № 4. С. 965—968.
- Новгородова М. И. Ассоциация самородных металлов в гидротермальных месторождениях // Проблемы петрологии, минералогии и геохимии. М.: Наука, 1983. С. 154—159.
- Новгородова М. И. Карбиды в земной коре // Журнал Всесоюзного химического общества им. Д. И. Менделеева. 1986. Т. 31. № 5. С. 575—577.
- Новгородова М. И. Новые данные о самородных металлах Урала // Записки ВМО. 1987. Ч. 116. Вып. 2. С. 239—243.
- Новгородова М. И. Обнаружен самородный магний? // Природа. 1991. № 1. С. 32-33.
- Новгородова М. И. Кристаллохимия самородных металлов и природных интерметаллических соединений // Итоги науки и техники. Сер. Кристаллохимия. 1994. Т. 29. С. 1-154.
- Новгородова М. И. Самородный магний и проблема его генезиса // Геохимия. 1996. № 1. С. 41-50.
- Новгородова М. И. Минералогические музеи мира на 3-й международной конференции «Минералогия и музеи» (Будапешт, 9-13 июня 1996 г.) // Записки ВМО. 1997. № 1. С. 155—156.
- Новгородова М. И. Минералогический музей им. А. Е. Ферсмана РАН // Альманах — 1998. Музеи Российской академии наук. М.: Научный мир. 1998. С. 8-16.
- Новгородова М. И. Фрагменты фуллереновой структуры в пластически деформированном графите // Докл. Академии наук. 1999. Т. 367. № 2. С. 241—243.
- Новгородова М. И. Что же такое фуллерены и фуллериты в мире минералов // Геохимия. 1999. № 9. С. 1000—1008.
- Новгородова М. И. Магний — самородный, как золото // Химия и жизнь. 2000. № 7. С. 18-19.
- Новгородова М. И. Нанокристаллы самородного золота и их срастания // Новые данные о минералах. 2004. Вып. 39. С. 83-93.
- Новгородова М. И. Метаколлоидное золото // Новые данные о минералах. 2005. Вып. 40. С. 106—114.
- Новгородова М. И., Андреев С. Н., Самохин А. А. Кавитационная модель образования минеральных микросферул в рудах гидротермального генезиса // Новые данные о минералах. 2003. № 38. С. 57-63.
- Новгородова М. И., Андреев С. Н., Самохин А. А., Гамянин Г. Н. Кавитационные эффекты образования минеральных микросферул в гидротермальных растворах // Докл. Академии наук. 2003. Т. 389. № 5. С. 669—671.
- Новгородова М. И., Блохина Н. А., Горшков А. И., Трубкин Н. В. Структурно упорядоченный самородный алюминий в скарнах // Докл. АН СССР. 1981. Т. 256. № 2. С. 445—447.
- Новгородова М. И., Боярская Р. В., Юсупов Р. Г. Рост и коррозия самородного цинка в газовой среде // Записки ВМО. 1986. Ч. 115. № 1. С. 16-25.
- Новгородова М. И., Веретенников В. М., Боярская Р. В., Дрункин В. И. Геохимия элементов-примесей в золотоносном кварце // Геохимия. 1984. № 3. С. 370—383.
- Новгородова М. И., Власова Е. В., Бершов Л. В., Фролова К. Е., Рашидова Г. Ш. О золото-карбонатнокремнеземных смесях // Изв. АН СССР. Сер. геологическая. 1976. № 7. С. 94-102.
- Новгородова М. И., Боронихин В. А., Генералов М. Е., Крамер Х. О самородном кремнии в ассоциации с самородным золотом и другими металлами // Докл. АН СССР. 1989. Т. 309. № 5. С.1182-1185.
- Новгородова М. И., Галускин Е. В., Боярская Р. В., Мохов А. В. Акцессорные минералы лампроитоподобных пород Средней Азии // Изв АН СССР. Серия геологическая. 1987. № 4. С. 15- 27.
- Новгородова М. И., Галускин Е. В., Цепин А. И., Голованова Т. И. Цинксодержащие хромшпинелиды из лампроитоподобных пород Средней Азии // Геология рудных месторождений. 1988. № 3. С. 11- 23.
- Новгородова М. И., Гамянин Г. Н., Жданов Ю. Я., Агаханов А. А., Дикая Т. В. Микросферулы алюмосиликатных стекол в золотых рудах // Геохимия. 2003. № 1. С. 83-93.
- Новгородова М. И., Гамянин Г. Н., Жданов Ю. Я., Агаханов А. А., Дикая Т. В. Микросферулы самородного золота, сульфидов и сульфосолей в золотых рудах // Геохимия. 2004. № 2. С. 160—172.
- Новгородова М. И., Генералов М. Е., Буслаева Е. Ю., Жуклистов А. Н. Состав и структурное состояние углеродистого вещества в минерализованных терригенно-осадочных толщах // Отечественная геология. 1999. № 1. С. 33-38.
- Новгородова М. И., Генералов М. Е., Главатских С. Ф. Самородный алюминий из газовых возгонов современных вулканов и древних базальтоидных диатрем: сходство состава и генезиса // Докл. Академии наук. 1997. Т. 354. № 4. С. 524—528.
- Новгородова М. И., Генералов М. Е., Горшков А. И., Сивцов А. В., Успенский Е. И. Ассоциация самородного золота с карбонатами и теллуратами висмутила // Изв. АН СССР. Серия геологическая. 1991. № 4. С. 102—108.
- Новгородова М. И., Генералов М. Е., Трубкин Н. В. Новое золото в корах выветривания Южного Урала // Геология рудных месторождений. 1995. Т. 37. № 1. С. 40-53.
- Новгородова М. И., Генералов М. Е., Трубкин Н. В. Новый изоморфный ряд TaC — NbC и новый минерал — ниобокарбид из платиноносных россыпей Урала // Записки ВМО. 1997. Ч. CXXVI. № 1. С. 76-95.
- Новгородова М. И., Генералов М. Е., Трубкин Н. В. Жедвабит Fe7(Ta,Nb)3 — новый минерал в парагенезисе с карбидами тантала и ниобия из платиноносных россыпей // Записки ВМО. 1997. Ч. CXXVI. № 2. С. 100—103.
- Новгородова М. И., Горшков А. И., Мохов А. В. Самородное серебро и его структурные модификации // Записки ВМО. 1979. Ч. 108. Вып. 5. С. 552—563.
- Новгородова М. И., Горшков А. И., Мохов А. В., Перстнев П. П. Новые структурные модификации самородного серебра // Докл. АН СССР. 1978. Т. 243. № 5. С. 1289—1291.
- Новгородова М. И., Горшков А. И., Трубкин Н. В., Веретенников В. М., Цепин А. И. Об одной экзотической минеральной ассоциации уранинита // Минералогический журнал. 1981. Т. 3. № 3. С. 102—108.
- Новгородова М. И., Горшков А. И., Трубкин Н. В., Цепин А. И., Дмитриева М. Т. Новые интерметаллические соединения железа и хрома — хромферид и ферхромид // Записки ВМО. 1986. Ч. 115. Вып. 3. С. 355—359.
- Новгородова М. И., Гуфан Ю. М. Предграфитовые фазовые переходы в углеродистом веществе угольного ряда // Докл. Академии наук. 1999. Т. 364. № 6. С. 8-16.
- Новгородова М. И., Дмитриева М. Т., Цепин А. И., Веретенников В. М. Зональные хромшпинелиды гидротермально-метасоматического происхождения // Изв. АН СССР. Серия геологическая. 1984. № 2. С. 86-100.
- Новгородова М. И., Живцов Д. А., Горшков А. И., Трубкин Н. И., Цепин А. И. Самородный кадмий из Южного Верхоянья // Записки Всесоюзного минералогического общества. 1982. Ч. 111. № 3. С. 304—315.
- Новгородова М. И., Мамедов Ю. Г. Самородный алюминий из грязевого вулкана острова Булла (Каспийское море) // Литология и полезные ископаемые. 1996. № 4. С. 339—349.
- Новгородова М. И., Минина Е. Л., Трубкин Н. В. Самородный алюминий из собрания Государственного геологического музея им. В. И. Вернадского // Докл. Академии наук. 1995. Т. 344. № 5. С. 677—680.
- Новгородова М. И., Недашковская Н. Н., Рассказов А. В., Трубкин Н. В., Семенов Е. И., Кошелев Б. Л. Самородный вольфрам с включениями оксида иттрия из аллювия р. Большая Полья (Приполярный Урал) // Докл. Академии наук. 1995. Т. 340. № 5. С. 681—684.
- Новгородова М. И., Неронский Г. И. Об искаженных формах кристаллов золота из россыпей Приамурья // Записки ВМО. 1975. Ч. 104. Вып. 4. С. 449—452.
- Новгородова М. И., Рассказов А. В. Зарождение высокобарических минеральных фаз как результаттеплового взрыва при сдвиговом течении графита // Докл. Академии наук. Минералогия. 1992. Т. 322. № 2. С. 379—381.
- Новгородова М. И., Садков А. Н., Гуфан А. Ю., Прус Ю. В., Гуфан Ю. М. Феноменологическая теория фазовых диаграмм упорядочения благородных и 3D- металлов // Изв. Российской академии наук. Серия физическая. 2004. Т. 68. № 5. С. 612—616.
- Новгородова М. И., Самотоин Н. Д., Магазина Л. О. О регулярности дефектов упаковки в графите из глубинных ксенолитов // Докл. Академии наук. 1993. Т. ЗЗЗ. № 2. С. 238—241.
- Новгородова М. И., Соболева С. В. Синтаксические сростки тонкодисперсного графита и мусковита из зон гидротермально-метасоматической углеродизации пород // Докл. АН СССР. 1989. Т. 309. № 2. С. 431—433.
- Новгородова М. И., Соболева С. В., Власова Е. В. Типоморфизм диоктаэдрических слюд золоторудных месторождений // Записки ВМО. 1993. Вып. 4. С. 601—611.
- Новгородова М. И., Трубкин Н. В., Генералов М. Е. Гидроксид золота — новая минеральная фаза из элювиальных россыпей Южного Урала // Докл. Академии наук. 1995. Т. 344. № 4. С. 525—529.
- Новгородова М. И., Цепин А. И. О фазовом составе медистого золота // Докл. АН СССР. 1976. Т. 227. № 1. С. 184—187.
- Новгородова М. И., Цепин А. И., Горшков А. И., Кудревич И. М., Вяльсов Л. Н. Новые данные по кристаллохимии и свойствам природных интерметаллических соединений системы медь-золото // Записки ВМО. 1977. Ч. 106. № 5. С. 540—552.
- Новгородова М. И., Цепин А. И., Дмитриева М. Т. Новый изоморфный ряд в группе блеклых руд // Записки ВМО. 1978. Сер. 2. Ч. 107. № 1. С. 100—110.
- Новгородова М. И., Цепин А. И., Дмитриева М. Т. Цинкистая разновидность самородной меди // Записки ВМО. 1979. Ч. 108. № 2. С. 212—216.
- Новгородова М. И., Цепин А. И., Органова Н. И. Оловосодержащий стибиолюцонит — первая находка в СССР // Новые данные о минералах СССР. 1978. Вып. 27. С. 104—108.
- Новгородова М. И., Шепелев В. М., Цепин А. И. Золотосодержащие минеральные ассоциации в медноколчеданных месторождениях Южного Урала // Геология рудных месторождений. 1977. № 2. С. 63-76.
- Новгородова М. И., Юсупов Р. Г., Дмитриева М. Т. Кубический карбид кремния в срастании с графитом и алмазом из мумиё // Докл. АН СССР. 1984. Т. 277. № 5. С. 1222—1227.
- Новгородова М. И., Юсупов Р. Г., Дмитриева М. Т., Цепин А. И., Сивцов А. В., Горшков А. И., Коровушкин В. В., Якубовская Н. Ю. Первая находка зюссита на Земле // Докл. АН СССР. 1983. Т. 271. № 6. С. 1480—1483.
- Новгородова М. И., Юсупов Р. Г., Дмитриева М. Т., Цепин А. И., Сивцов А. В., Горшков А. И. Хамрабаевит (Ti,V,Fe)C — новый минерал // Записки ВМО. 1984. Ч. 1113. Вып. 6. С.697-703.
- Новгородова М. И., Юсупов Р. Г., Лапутина И. П., Цепин А. И., Дмитриева М. Т. Самородный хром и природные соединения системы Fe-Cr-Si в гидротермальных рудах // Докл. АН СССР. 1981. Т. 256. № 4. С. 958—961.
- Новгородова М. И., Якобс Е. И., Шенкаренко Ю. Г. Золотое оруденение и метасоматиты одного из районов Южного Урала // Вопросы петрологии и металлогении Урала. Свердловск: УНЦ АН СССР. 1981. С. 115—116.
- Олейников Б. В., Округин А. В., Новгородова М. И., Ашихмина Н. А., Олейников О. Б., Фрих-Хар Д. И., Богатиков О. А., Лескова Н. В., Горшков А. И. Алюминий — новый минерал класса самородных элементов // Записки ВМО. 1984. Ч. 113. № 2. С. 210—215.
- Петровская Н. В., Алешин В. Г., Новгородова М. И., Немошкаленко В. В. Новые данные о составе поверхностных слоев в индивидах самородного золота // Докл. АН СССР. 1987. Т. 292. № 5. С. 1241—1244.
- Петровская Н. В., Новгородова М. И. Неоднородность самородного золота и вопросы стабильности природных твердых растворов металлов // Неоднородность минералов и рост кристаллов. М.: Наука. 1980. С. 77-86.
- Петровская Н. В., Новгородова М. И., Носик Л. П. «Чуждые» минеральные ассоциации как показатели полигенности некоторых малоглубинных месторождений // Известия Академии наук СССР. Серия геологическая. 1979. № 10. С. 69-85.
- Петровская Н. В., Новгородова М. И., Фролова К. Е., Горшков А. И. Новые данные о составе фаз в неоднородных выделениях самородного золота // Изв. АН СССР. Сер. геологическая. 1976. № 3. С. 67-73.
- Петровская Н. В., Новгородова М. И., Фролова К. Е., Цепин А. И. Кюстелит и проблема прерывности природных золото-серебряных твердых растворов Au-Ag // Изв. АН СССР. Сер. геологическая. 1978. № 4. С. 87-95.
- Петровская Н. В., Новгородова М. И., Цепин А. И. О химическом составе реликтов минералообразующей среды в самородном золоте // Геология рудных месторождений. 1975. Т. XVII. № 5. С. 53-61.
- Рябчиков И. Д., Новгородова М. И. Восстановленные флюиды в гидротермальном образовании // Докл. АН СССР. 1981. Т. 258. № 6. С. 1453—1456.
- Трубкин Н. В., Новгородова М. И. Теоретическое и экспериментальное исследование политипного разнообразия графита // Кристаллография. 1996. Т. 41. № 6. С. 1035—1040.
- Успенский Е. И., Новгородова М. И., Минеева P.M. О европиевой аномалии в шеелите из золоторудных месторождений // Докл. АН СССР. 1989. Т. 304. № 6. С. 1455—1459.
- Цепин А. И., Новгородова М. И., Дмитриева М. Т. Голдфилдит — первая находка в СССР // Докл. АН СССР. 1977. Т. 234. № 3. С. 685—688.
- Mills S.J., Kartashov P.M., Kampf A.R., Rumsey M.S., Ma C., Spratt J., Rossman G.R., Novgorodova M.I.Tungsten, IMA 2011—004 // Mineralogical Magazine. 2011. Vol. 75. P. 2537—2542.
- Mills S.J., Kartashov P.M., Kampf A.R., Rumsey M.S., Ma C., Stanley C.J., Spratt J., Rossman G.R., Novgorodova M.I. Native tungsten from the Bol’shaya Pol’ya river valley and Mt Neroyka, Russia // Mineralogical Magazine. 2021. T. 85. № 1. C. 76-81.
- Mills S.J., Kartashov P.M., Ma C., Rossman G.R., Novgorodova M.I. Kampf A.R., Raudsepp М. Yttriaite-(Y): The natural occurrence of Y2O3 from the Bol’shaya Pol’ya River, Subpolar Urals, Russia // American Mineralogist. 2011. T. 96. № 7. C. 1166—1170.